# Kivenkantaja
Kivenkantaja (Stenbærer) er det tredje studiealbum fra det finske folke metal-band Moonsorrow. Det blev udgivet d. 10. maj 2003 gennem Spinefarm Records.

## Numre
1. "Raunioilla" (Ved ruinerne) – 13:36
2. "Unohduksen Lapsi" (Glemselens barn) – 8:17
3. "Jumalten Kaupunki including Tuhatvuotinen Perintö" (Gudernes by/ Tusind års arv) – 10:42
4. "Kivenkantaja" (Stenbærer) – 7:39
5. "Tuulen Tytär including Soturin Tie" (Vindens datter / Krigerens vej) – 8:36
6. "Matkan Lopussa" (Ved rejsens ende) – 4:54

"Raunioilla" er komponeret i tre dele: 
1. Osa I – Askelmilla (Ved fodtriene)
2. Osa II – Maailmalle (Til verdenen)
3. Osa III – Raunioilla (Ved ruinerne)

## Musikere
- Ville Sorvali – Vokal, bas, båndløs bas, dør, kor
- Henri Sorvali – Keyboard, rytmeguitar, akustisk guitar, mundharpe, ren vokal, bagvokal, kor
- Marko Tarvonen – Trommer, perkussion, 12-strenget akustisk guitar, bagvokal, kor
- Mitja Harvilahti – lead og rytmeguitar, bagvokal, kor
- Markus Eurén – Kor